# アンリ・レオナール・ジャン・バティスト・ベルタン

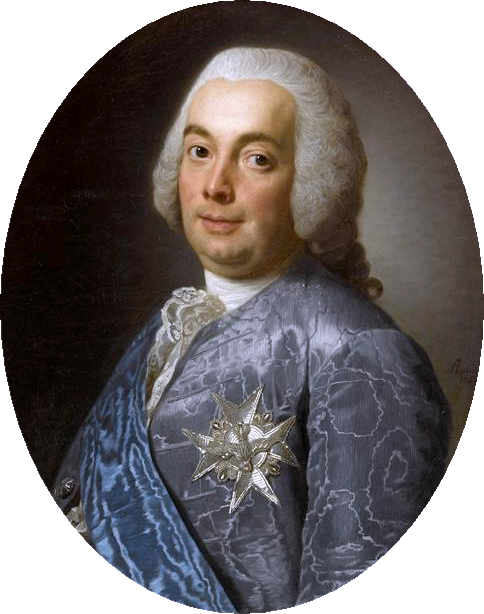
ベルタンの肖像画
(画)アレクサンドル・ロスラン

アンリ・レオナール・ジャン・バティスト・ベルタン（Henri Léonard Jean Baptiste Bertin、1719年（1720年?） - 1792年）は、フランス王国の官僚、政治家。
ペリグーで生まれた。1741年大評議会（グラン・コンセイユ、Grand Conseil）評議員となる。1745年請願審査官（メートル・デ・ルケット、maître des requêtes）、1749年大評議会評議部長兼評議員。
1749年（1750年?）にルシヨン、1754年にリヨン地方総監（アンタンダン、Intendant）を歴任する。1757年パリ警視総監（Lieutenant général de police）に任命される。
1759年、財務総監に就任する。1762年（1763年?）、最高国務会議の成員である国務卿（大臣）となる。ベルタンは国王ルイ15世とその寵姫であるポンパドゥール夫人の信任厚く、財政総監辞任後も国務卿としてその地位を維持し、1774年には短期間ではあるが、外務担当国務卿（外務大臣）も務めた。